# عبور الأيدولوجيات
هو توجه ناشئ في الفكر السياسي الحديث، يقبل وجاهة نظر مختلف الأيدولوجيات ويسعى إلى تجميعها في حاوية براقماتية شاملة متجاوزا الثنائيات السياسية المعروفة (يمينا ويسارا). وهو توجه مختلف عن الوسطية (ثنائية الفكر) التي تتبع أحد الأيدولوجيات السياسية في جوانب وتلتزم بها وتتبع أيدولوجيات سياسية أخرى في جوانب أخرى وتلتزم بها. يمثل عبور الأيدولوجيات نموذجًا ناشئًا للفكر السياسي الذي يقبل صحة الحقائق عبر مجموعة من المنظورات السياسية ويسعى إلى توليفها في حاوية براغماتية شاملة للجميع تتجاوز الثنائيات السياسية النموذجية. إنه متميز عن الثنائية الحزبية، الذي يهدف إلى التفاوض بين «اليمين» و «اليسار»، مما ينتج عنه منظور ثنائي، وعدم التحيز، والذي يميل إلى تجنب الانتماء السياسي تمامًا.

## فلسفة
عبور الأيدولوجيات هي حركة لدعم وتطوير أرضية مشتركة - أو «مركز جديد» - موجودة بالفعل في السياسة الأمريكية، والتي تظهر بشكل دوري في الرأي العام في شكل «تحالفات غير عادية» من التقدميين والمحافظين حول قضايا تتراوح بين الحرب والجيش ميزانية لقوة الشركات والدولة المراقبة.
تعتمد الحركة على أساليب الحوار الميسر والمداولات وحل النزاعات.
الأمثلة الحالية للمبادرات الحزبية تشمل مركز Transpartisan ، و TheSolution.org ، و Reuniting America ، و Transpartisan Alliance ، و Liberty Alliance وحزب بناء السودان.
- عبور الأيدولوجيات هو مجال ناشئ يطرح حلول عملية وفعالة للمشاكل الاجتماعية والسياسية، ويتجاوز الأيديولوجيات السياسية الموجودة مسبقًا. يطرح عبور الأيدلولوجيات فكرة أن جميع الأفكار والأنظمة مترابطة بشكل لا ينفصم، وأنه يمكن الوصول إلى النتائج الناجحة بشكل أفضل من خلال تعاون شامل وحقيقي ومحترم. تسعى الديمقراطية العابرة للأيدولوجيات، في جزء منها، إلى إعادة دمج صوت الجمهور في تحديد ومناقشة وتشكيل السياسات الحكومية، مع الاستمرار في حماية سيادة الفرد.
- ظهر مصطلح «عبور الأيدولوجيات» لتوفير بديل للاستقطاب الأيديولوجي (اليمين واليسار)، و «اللا حزبية» أو «اللا أيدولوجية». في الاستقطاب بين اليمين واليسار، يقصر اليمين واليسار السياسيان عملية الحوار على وجهتي نظر أو كيانين سياسيين، بينما يسعى عبور الأيدولوجيات جاهدا لإيجاد حلول وسط. غير أيدولوجية. من ناحية أخرى، تميل «اللا حزبية» أو «اللا ايديولوجية» تستنكر وجود وجهات نظر مختلفة ولا ترى أنها قابلة للتعاون. يمكن لكل من نهج الاستقطاب بين اليمين واليسار وكذلك النهج اللا أيديولوجي أن يقلل من احترامه وتقديره لتعدد وجهات النظر الموجودة، وهذا غالبا ما يؤدي إلى نتائج غير مكتملة وبالتالي غير ناجحة. على عكس هذه، يعترف عبور الأيديولوجيات بوجود وصحة العديد من وجهات النظر، ويؤيد إجراء حوار بناء يهدف إلى التوصل إلى حلول خلاقة ومتكاملة، وبالتالي، اختراق حلول تلبي احتياجات جميع الحاضرين.

عبور الأيدولوجيات لم يسفر فقط عن محادثات مدنية بشكل مدهش لاحظتها وسائل الإعلام الرئيسية  ولكن أيضًا في تحولات عن المواقف الإيديولوجية التقليدية لبعض المشاركين.
هناك تشابه بين عبور الأيديولوجيات والسياسة المتكاملة، حيث أن نهج عبور الأيدولوجيات تجاه السياسة يشمل بالضرورة المنظور الفردي والجماعي، وكذلك الموضوعي. علاوة على ذلك، على غرار النظرية المتكاملة، يضع عبور الأيدولوجيات السياسة في سياق تنموي، معتبرا الديمقراطية والازدهار ليس من المنجزات الثابتة، بل الخصائص الناشئة على امتداد سلسلة من مراحل التطور.

## أحزاب عابرة للأيدولوجيات

### حزب إلى الأمام - فرنسا!
في عام 2016، أنشأ إيمانويل ماكرون حزبًا سياسيًا فرنسيًا جديدًا، هو En Marche . سعى الحزب إلى تجاوز الحدود السياسية التقليدية ليكون منظمة حزبية عابرة للأيدلوجيات، ثم تم تبديل الاسم إلى: الجمهورية إلى الأمام! (بالفرنسية: ! La République en marche) هو حزب سياسي وسطي وليبرالي اجتماعي فرنسي، عرف بارتكازه الشديد على شبكات التواصل الاجتماعي، يتميز الحزب بقبول عضوية أعضاء الأحزاب الأخرى، وعدم فرض أي اشتراك مالي على أعضائه. يجعل الحزب أيضا من مشروع الوحدة والاتحاد الأوروبي أحد قيمه الأساسية، ويقدم بذلك على أنه الحزب الأكثر تأييدا لأوروبا في المشهد السياسي الفرنسي.
في 7 مايو 2017، انتخب رئيس الحزب إيمانويل ماكرون لمنصب رئيس الجمهورية الفرنسية. استقال من منصب في 8 مايو ليصبح رئيساً لكل الفرنسيين. في نفس اليوم تم تغيير اسم الحزب من إلى الأمام! إلى الجمهورية إلى الأمام!
وصف ماكرون الحزب بأنه حزب تقدمي يوحد اليسار واليمين. المراقبون والمعلقون السياسيون الحزب بأنه ليبراليًا اجتماعيًا واقتصاديًا في الإيديولوجيا،  أصبح إيمانويل ماكرون رئيسًا لفرنسا. كما فاز الحزب في انتخابات الجمعية الوطنية بعد شهر، حيث شمل المرشحون في الانتخابات التشريعية أعضاء في الحركة الديمقراطية، فضلاً عن المنشقين عن الحزب الاشتراكي والجمهوريين والأحزاب الصغيرة. وفاز بأغلبية مطلقة من المقاعد في الجمعية الوطنية.

### حزب بناء السودان
أنشئ حزب بناء السودان من رحم منظمة عابرة للأيدولوجيات، وهي حكومة الظل السودانية، حيث عملت حكومة الظل السودانية منذ 2013 إلى تغيير شكل ومضمون العملية السياسية في السودان لنقل التنافس السياسي من الصراع الأيديولوجي إلى تنافس يطرح برامج سياسية تلبي تطلعات المواطنين وتتناول همومهم. في فبراير 2018 دعت حكومة الظل السودانية إلى تأسيس حزب سياسي جديد ينقل الفكرة إلى الواقع عبر وجود منافس سياسي عابر للأيدولوجيات يركز على طرح البرامج التي تعنى بإدارة الدولة بدلا من الاستغراق في الصراع الفكري والأيدولوجيا وأطلق على الحزب، حزب بناء السودان.

## روابط خارجية
- مركز الحزبية
- TheSolution.org (TED Talk)
- تحالف الحزبين
- تحالف الحرية
- لم شمل أمريكا
- بين الحزبين الجمهوري والديمقراطي في الحزب الحاكم: والفائز هو؟ مقال للدكتور دون بيك.
- تحالف الجسر